# Престранек
Престранек (словен. Prestranek) — поселення в общині Постойна, Регіон Нотрансько-крашка, Словенія. Висота над рівнем моря: 545 м.